# Автодорога М4 (Армения)
М4 (арм. Մ4) — автомобильная дорога в Армении, проходящая от грузино-армянской границы до Еревана через Котайкскую и Тавушскую области. Важнейший участок дорожной сети Армении.

## Описание
М4 классифицируется как межгосударственная автодорога — соединяющая дорожную сеть Армении с дорожной сетью другого государства и обеспечивающая передвижение по автодорогам в другую страну. Протяжённость дороги — 148,2 км. Соединяет Ереван с Севаном и Иджеваном, проходит около границы с Азербайджаном. Участок между Ереваном и Севаном — длиннейший из всех участков автомобильных дорог Армении. Во времена СССР он был наиболее важным туристическим маршрутом, по которому можно было добраться до озера Севан.